# Гандрамахі
Гандрамахі (рос. Гандарамахи) — село Акушинського району, Дагестану Росії. Входить до складу муніципального утворення Сільрада Акушинська.
Населення — 187 (2010).

## Населення
За даними перепису населення 2002 року в селі мешкало 181 особа. В тому числі 95 (52,49 %) чоловіків та 86 (47,51 %) жінок.
Переважна більшість мешканців — даргинці (100 % від усіх мешканців). У селі переважає північнодаргинська мова.